# 佳佐村
22°33′44.741″N 120°35′52.008″E / 22.56242806°N 120.59778000°E
佳佐村（臺灣客家語南四縣腔：gaˊ zoˋ cunˊ）位於臺灣屏東縣萬巒鄉南部，東側有條萬巒溪支流加走溪，流經佳佐橋、佳興橋、佳和宮。日治初期的紀錄顯示，佳佐、潮州、四塊厝等多為廣東福佬話族群聚居之地，而佳佐與潮州、八老爺、力社、林後、苦瓜寮、四塊厝等七庄為先鋒堆附堆。佳佐地區也有許多客家人，該地區在過去的拓墾開發，是閩、客爭相競墾的地方。